# Charles Édouard Guillaume
Charles Édouard Guillaume (15 tháng 2 năm 1861 tại Fleurier, Thụy Sĩ – 13 tháng 5 năm 1938 tại Sèvres, Pháp) là một nhà vật lý học nhận Giải Nobel Vật lý năm 1920 để công nhận đóng góp của ống đối với ngành đo lường chính xác trong vật lý học khi ông khám phá ra các dị thường của nickel trong hợp kim thép.
Guillaume được người ta biết đến với khám phá về các hợp kim nickel-thép mà ông gọi là invar và elinvar. Invar có hệ số giãn nở nhiệt gần như bằng không, khiến nó hữu dụng trong việc chế tạo các thiết bị đo lường chính xác có kích thước không đổi ở các nhiệt độ khác nhau. 
Ông là con trai của một người chế tạo đồng hồ Thụy Sĩ.
Guillaume kết hôn với A.M. Taufflieb năm 1888 và họ có ba con.